# ФК Ремс
ФК Ремс је француски фудбалски клуб из града Ремс и тренутно игра у Првој лиги Француске. Клуб је основан 1931. године и домаће утакмице игра на стадиону Аугуст Делон, капацитета 21.684 седећих места.

## Успеси
- Куп европских шампиона :
  - Финалиста : 1956, 1959
- Латински куп (1) :
  - Освајач : 1953
  - Финалиста : 1955
- Прва лига Француске (6) :
  - Првак : 1949, 1953, 1955, 1958, 1960, 1962
  - Вицепрвак : 1947, 1954, 1963
- Куп Француске (2) :
  - Освајач : 1950, 1958
  - Финалиста : 1977, 2025
- Суперкуп Француске (5) :
  - Освајач : 1949, 1955, 1958, 1960, 1966
  - Финалиста : 1962
- Куп Чарлс Драго (1) :
  - Освајач : 1954
- Француски Лига куп (Летњи куп до 1995) (1) :
  - Освајач : 1991
- Куп Алпа (1) :
  - Освајач : 1977
- Куп Гамбардела (1) :
  - Освајач : 1964
  - Финалиста : 1956, 1968, 1977
- Друга лига Француске (1) :
  - Првак : 1966

## Познати играчи
| - Жист Фонтен - Рајмонд Копа - Робер Жонке |